# Dissoctena dumonti
Dissoctena dumonti är en fjärilsart som beskrevs av Lucas 1932. Dissoctena dumonti ingår i släktet Dissoctena och familjen säckspinnare. Inga underarter finns listade i Catalogue of Life.